# Mimauxa
Mimauxa is een kevergeslacht uit de familie van de boktorren (Cerambycidae). De wetenschappelijke naam van het geslacht werd voor het eerst geldig gepubliceerd in 1980 door Breuning.

## Soorten
Mimauxa omvat de volgende soorten:
- Mimauxa puncticollis Breuning, 1980
- Mimauxa rufoantennata Breuning, 1980